# Хорватська селянська партія
Хорватська селянська партія (хорв. Hrvatska seljačka stranka, HSS) — хорватська
парламентська центристська і соціально-консервативна політична партія. Асоційований член Європейської народної партії. Партія має 6 місць із 153 у Саборі.

## Історія
Хорватську народну селянську партію (хорв. Hrvatska pučka seljačka stranka) заснували 22 грудня 1904 Антун Радич і його брат Степан Радич. Уперше партія взяла участь у виборах у Королівстві Хорватія і Славонія в 1906 році, проте так і не отримала місць у парламенті. Більший успіх чекав партію на наступних виборах: у 1908 році партія отримала 2 місця, в 1910 і 1911 — 9 місць. Попри те, що Хорватія в той час перебувала під владою Будапешта і Відня, партія відкрито виступала за більшу автономію, права селян та земельну реформу.
Після Першої світової війни і розпаду Австро-Угорщини партія отримала більшу підтримку населення у зв'язку з її пропагандою щодо створення незалежної хорватської держави і опозицією до створення Королівства сербів, хорватів і словенців. Незважаючи на зусилля партії, королівство було створено і Хорватська селянська партія стала опозиційною в парламенті.
У цей період партія виступає за федеративну державу, в якій Хорватія буде в рівному становищі з Сербією, заявляються вимоги про більшу хорватську автономію і в кінцевому підсумку незалежність. З цією метою Хорватська селянська партія була перейменована в Хорватську республіканську селянську партію, проте в 1925 році королівська влада змусили членів партії видалити слово «Республіканський» з назви у зв'язку з його антимонархічним відтінком.
На початку 1920 року югославський уряд прем'єр-міністра Ніколи Пашича використовував політичний і поліцейський тиск на виборців і представників етнічних меншин, проводячи конфіскації брошур опозиції та інші заходи фальсифікації виборів, щоб залишити опозиційні партії, в першу чергу Хорватську селянську партію та її союзників, у меншості в парламенті Югославії. Пашич вважав, що Югославія повинна бути централізованою наскільки це можливо, він слідував ідеї створення Великої Сербії з концентрацією всієї повноти влади в руках Белграда.

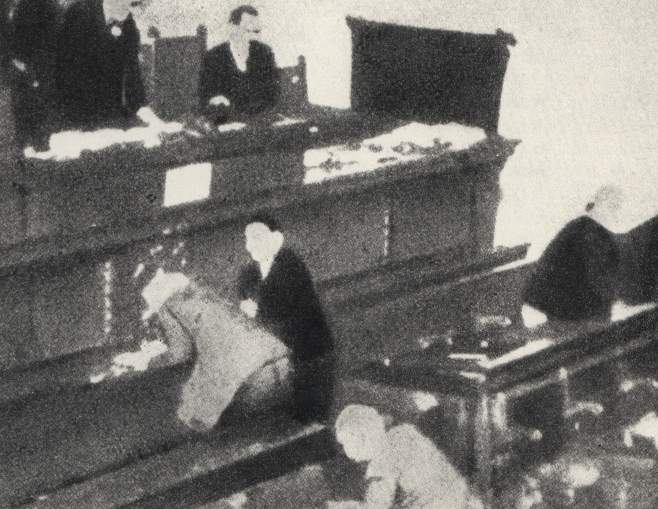
Пуніша Рачич у Народній Скупщині стріляє в представників Хорватської селянської партії, 20 червня 1928 р.

Будучи опозиційною партією, ХСП обрала стратегію, яка полягала у бойкотуванні засідань парламенту, що не тільки дозволило сербським політикам прагнути до подальшої консолідації влади, а й створювало політичну нестабільність і ворожнечу. 20 червня 1928 сербський ультранаціоналіст Пуніша Рачич образився на зауваження депутата Хорватської селянської партії на сесії парламенту і смертельно поранив Радича та інших депутатів ХСП. Це стало однією з передумов проголошення 6 січня 1929 року монархічної диктатури. Незабаром після цього країна була перейменована в Королівство Югославія і всі політичні партії були заборонені.
Деякі політичні свободи були відновлені в 1931 році і Хорватська селянська партія на чолі з Владком Мачеком знову опинилася в опозиції. Мачек показав великі організаторські здібності і політичне мистецтво, в результаті чого ХСП заручилася підтримкою всіх класів хорватського народу, а також послідовників практично будь-якої ідеології. Хорватська селянська партія стала об'єднавчою силою для практично всіх опозиційних партій в Королівстві Югославія. Мачек першим підписав прийняті 7 листопада 1932 року «Загребські пункти» Селянсько-демократичної коаліції, які засуджували диктаторський режим і вимагали відновлення демократії та федералізацію Югославії. У відповідь на це на ХСП знову обрушилися репресії. 
Хоча коаліція ХСП пропустила вибори 1938 року, вона залишалася силою, з якою доводилося рахуватися. У серпні 1939 року було підписано угоду Цветковича-Мачека, яка привела до створення напівавтономної Хорватської бановини під керівництвом Хорватської селянської партії. У той же час ХСП повернулася в королівський уряд. Заступник голови Хорватської селянської партії Іван Шубашич став баном Хорватської бановини.
Становище партії змінилося з початком Другої світової війни і німецьким вторгненням у квітні 1941 року. Деякі члени партії були розділені на тих, хто співчував хорватському фашистському руху за незалежність Усташі, і тих, чиї ліві переконання привели їх до партизанів. Але переважна більшість прихильників Хорватської селянської партії залишалася пасивною і нейтральною під час війни, тоді як Усташі, прокомуністичні партизани і промонархічні четники боролися за владу.
Після перемоги комуністів Комуністична партія Югославії встановила однопартійну систему і всі інші політичні партії, у тому числі Хорватська селянська партія, були оголошені поза законом. Тільки через 45 років ХСП знову змогла легально брати участь у політичному житті Хорватії. За цей час Мачек був керівником Хорватської селянської партії у вигнанні до своєї смерті в 1964 році. Юрай Крнєвич займав пост лідера до своєї смерті в 1988 році — всього через рік ХСП змогла відновити свою роботу в Хорватії.

## Сучасна партія
З появою багатопартійної системи в 1990 році, Хорватська селянська партія була відтворена і на виборах 1990 року отримала кілька місць у парламенті Хорватії. Вона залишалася в опозиції до виборів 2000 року, коли отримала три міністерські портфелі за участь у коаліції з переможною Соціал-демократичною партією Хорватії.
Сьогодні Хорватська селянська партія вважає себе однією з лівих європейських політичних партій, які виступають за проаграрну політику і більше економічне втручання з боку держави. З соціальних питань ХСП в значній мірі консервативна, підтримує християнську основу моральності в суспільному житті.
На виборах в 2003 році партію підтримали 7,2% виборців, що дозволило їй здобути 10 з 151 місця в парламенті. Перед виборами 2007 року партія оголосила про коаліцію з опозиційними Альянсом Примор'я-Горського Котара і Хорватською соціально-ліберальною партією. Коаліція отримала 6,5% голосів і 8 із 153 місць у парламенті (6 — власне Хорватська селянська партія). Після виборів вони стали частиною урядової коаліції Іво Санадера і отримали два міністерські портфелі (сільського господарства і туризму).

## Лідери партії
- Степан Радич (1904–1928)
- Владко Мачек (1928–1964)
- Юрай Крнєвич (1964–1988)
- Драго Стіпац (1991–1994)
- Златко Томчич (1994–2005)
- Йосип Фрішчич (2005–2012)
- Бранко Хрг (2012—2016)
- Крешо Беляк (2016—)